# Ján Ďurica
Ján Ďurica (Dunajská Streda, Checoslovaquia, 10 de diciembre de 1981) es un exfutbolista eslovaco que se desempeñaba como defensa. Actualmente es entrenador adjunto del FC Petržalka 1898.

## Clubes
| Club                 | País            | Años      |
| -------------------- | --------------- | --------- |
| FK DAC 1904          | Eslovaquia      | 2001-2003 |
| MFK Petržalka        | Eslovaquia      | 2003-2005 |
| FC Saturn            | Rusia           | 2006-2008 |
| FC Lokomotiv Moscú   | Rusia           | 2009-2016 |
| Hannover 96 (cedido) | Alemania        | 2010      |
| Trabzonspor          | Turquía         | 2016-2018 |
| Dukla Praga          | República Checa | 2018-2019 |